# قانون (آلة موسيقية)

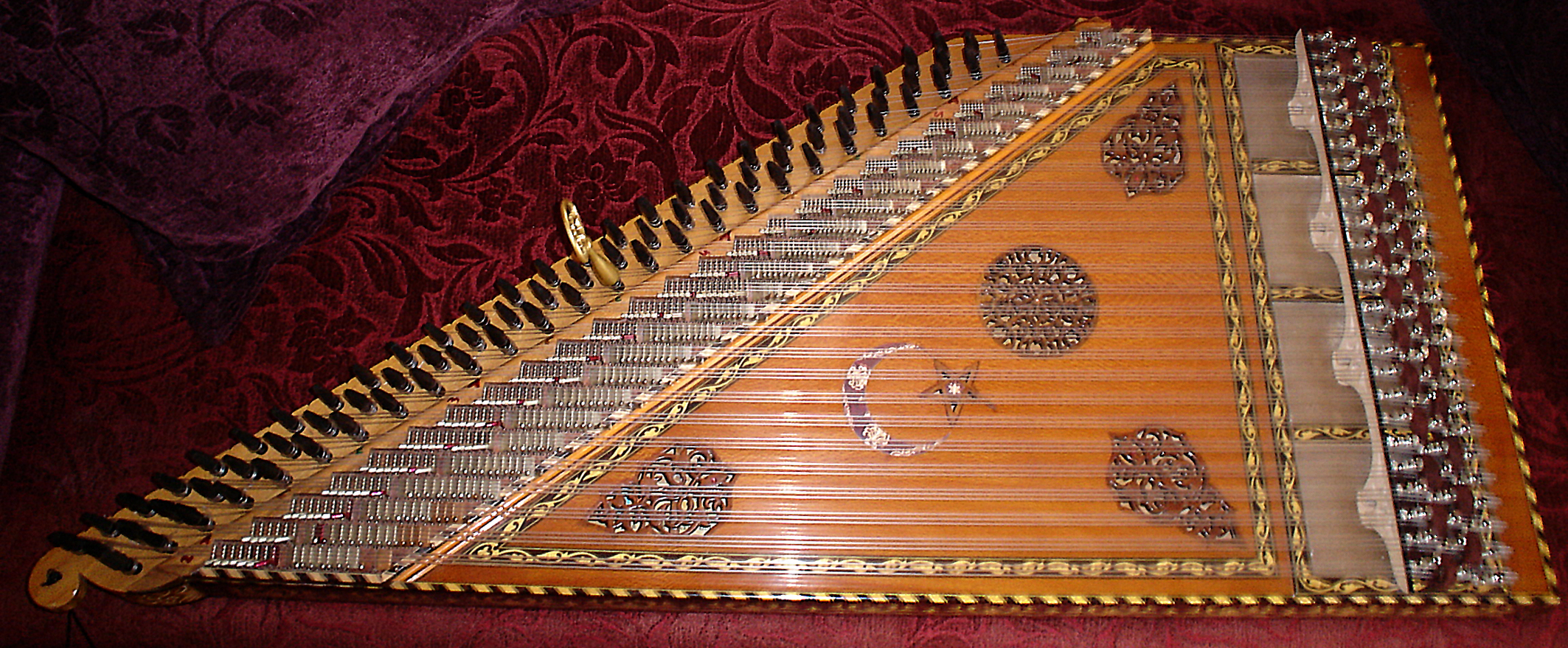
آلة القانون

القانون (من (باليونانية: κανών)‏ (نقحرة: كانون) وتعني القانون) هي آلة موسيقية وترية من الآلات البارزة في التخت الشرقي والعزف المنفرد، حيث أخذت مكانا مرموقا بما تتميز به من مساحة صوتية واسعة، فهي تشمل على حوالي ثلاثة دواوين -أي أوكتاف- ونصف الديوان تقريبًا، وبذلك فإنها تغطي كافة مقامات الموسيقى العربية، ولهذا السبب تعتبر آلة القانون بمثابة القانون أو الدستور لكافه آلات الموسيقى العربية، حيث نستطيع أن نقول إن آلة القانون هي الآلة الأم والآلة الأساسية عند الشرق مشابها بذلك آلة البيانو عند الغرب وأهميتها، وذلك لاعتماد باقي الآلات الموسيقية عليها في ضبط ودوزنة آلاتهم إضافة إلى تمركزها في وسط الأوركسترى العربية.

## تاريخها

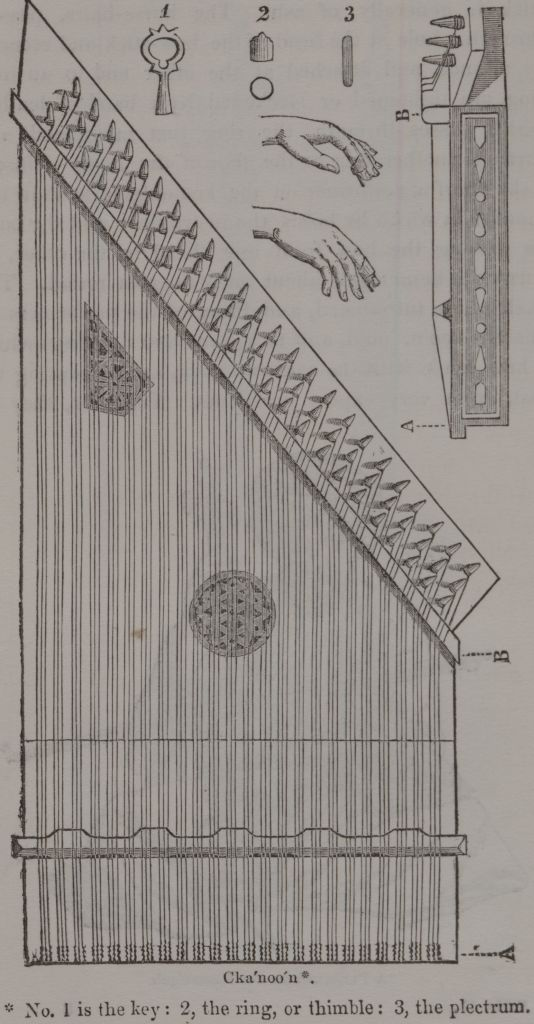

إن القانون يرجع في أصله إلى آلة اشورية وترية من (العصر الآشوري الحديث)، وعلى وجه التحديد من القرن التاسع قبل الميلاد. لقد جاءت هذه الأله منقوشة على علبة من عاج الفيل عثر عليها في العاصمة الأشورية نمرود (الاسم القديم: كالح) التي تبعد حوالي (35كم) عن مدينة الموصل. الآلة الوترية في هذا الأثر الآشوري مستطيلة الشكل وقد شدت اوتارها بصورة افقية متوازية على وجه الصندوق الصوتي. لقد أطلق العرب في العصر العباسي اسم النزهة على الآلة الوترية المستطيلة والشبيهة بالآلة الآشورية. هذا وارى أن آلة القانون بشكلها الحالي المعروف قد تشعبت من آلة النزهة، وأخذت في وقت مالا يمكننا تجديده في الوقت الحاضر شكلها المذكور. وحافظت النزهة على شكلها المستطيل وظلت تستعمل جنبا إلى جنب مع القانون في الشرق والغرب ثم اختفت النزهة من الوجود وقد سيطر القانون وانفرد.
يعتبر الأستاذ الدكتور صبحي أنور رشيد من أهم المنقبين والباحثين في تاريخ الآلات الموسيقية وفي علم الأثار الموسيقية حيث ان الكثير من الباحثين اعتمدو على كتبه كمصادر لهم. يذكر د. رشيد عن تأريخ آلة القانون في كتبه (كتاب الآلات الموسيقية في العصور الإسلامية وكتاب تاريخ الموسيقى العربية وكتاب الآلات الموسيقية المصاحبة للمقام العراقي)

## مكوناته
يتكون من 78 مفتاح ووتر مصنوعة من الخشب الملمع.

## آلات مماثلة
- السنطور